# Moydans
 Moydans  es una comuna y población de Francia, en la región de Provenza-Alpes-Costa Azul, departamento de Altos Alpes, en el distrito de Gap y cantón de Rosans. Está integrada en la Communauté de communes Interdépartementale des Baronnies.

## Demografía
| 59 | 70 | 75 | 63 | 58 | 53 |
| Para los censos de 1962 a 1999 la población legal corresponde a la población sin duplicidades (Fuente: INSEE [Consultar]) |    |    |    |    |    |